# Онтогенез
Онтогене́з (от др.-греч. ὤν, лат. on > род. ὄντος, ontos «сущий» + γένεσις, genesis «зарождение») — индивидуальное развитие организма, совокупность последовательных морфологических и биохимических преобразований, претерпеваемых организмом от оплодотворения (при половом размножении) или от момента отделения от материнской особи (при бесполом размножении) до конца жизни.
У многоклеточных животных в составе онтогенеза принято различать фазы эмбрионального (под покровом яйцевых оболочек) и постэмбрионального (за пределами яйца) развития.

## Термин
Термин «онтогенез» впервые был введён Э. Геккелем в 1866 году. В ходе онтогенеза происходит процесс реализации генетической информации, полученной от родителей.
Раздел современной биологии, изучающий онтогенез, называется биологией развития; начальные этапы онтогенеза — эмбриогенез — изучаются также эмбриологией.

## Онтогенез животных

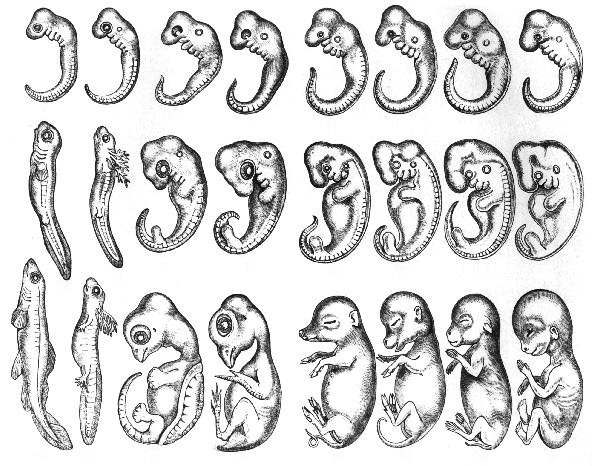
Сравнение зародышей позвоночных на разных стадиях эмбрионального развития. Иллюстрация из работы Эрнста Геккеля, на которой демонстрируется теория рекапитуляции (повторения филогенеза в онтогенезе). Некоторые зародыши даны с искажениями, чтобы казаться более похожими на остальных. Тем не менее, зародыши обычно действительно представляются более сходными между собой, чем взрослые организмы, что было отмечено эмбриологами ещё до возникновения теории эволюции

Различают личиночный, или непрямой, тип онтогенеза, характерный для многих видов беспозвоночных и некоторых позвоночных животных (рыбы, земноводные). Обусловлен относительно малыми запасами желтка в яйцах этих животных, а также необходимостью смены среды обитания в ходе развития либо необходимостью расселения видов, ведущих малоподвижный или паразитический образ жизни.
Неличиночный (яйцекладный) — у ряда беспозвоночных, а также у рыб, пресмыкающихся, птиц и некоторых млекопитающих, яйца которых богаты желтком. Зародыш длительное время развивается внутри яйца.
Внутриутробный тип развития характерен для человека и высших млекопитающих, яйцеклетки которых почти лишены желтка. В материнском организме образуется временный орган — плацента, через который организм матери обеспечивает все потребности растущего эмбриона. Завершается этот тип развития процессом деторождения.
Онтогенез делится на два периода:
1. эмбриональный — от образования зиготы до рождения или выхода из яйцевых оболочек;
2. постэмбриональный — от выхода из яйцевых оболочек или рождения до смерти организма.

### Эмбриональный период
В эмбриональном периоде, как правило, выделяют следующие этапы: дробление, гаструляцию и органогенез.
Эмбриональный, или зародышевый, период онтогенеза начинается с момента оплодотворения и продолжается до выхода зародыша из яйцевых оболочек. У большинства позвоночных он включает стадии (фазы): дробления, гаструляции, гисто- и органогенеза.

#### Дробление
Дробление — ряд последовательных митотических делений оплодотворённого или инициированного к развитию яйца. Дробление представляет собой первый период эмбрионального развития, который присутствует в онтогенезе всех многоклеточных животных и приводит к образованию зародыша, называемого бластулой (зародыш однослойный). При этом масса зародыша и его объём не меняются, то есть они остаются такими же, как у зиготы, а яйцо разделяется на все более мелкие клетки — бластомеры. После каждого деления дробления клетки зародыша становятся всё более мелкими, то есть меняются ядерно-плазменные отношения: ядро остаётся таким же, а объём цитоплазмы уменьшается. Процесс протекает до тех пор, пока эти показатели не достигнут значений, характерных для соматических клеток. Тип дробления зависит от количества желтка и его расположения в яйце.
Если желтка мало и он равномерно распределён в цитоплазме (изолецитальные яйца: иглокожие, плоские черви, млекопитающие), то дробление протекает по типу полного равномерного: бластомеры одинаковы по размерам, дробится всё яйцо.
Если желток распределён неравномерно (телолецитальные яйца: амфибии), то дробление протекает по типу полного неравномерного: бластомеры — разной величины, те, которые содержат желток — крупнее, яйцо дробится целиком.
При неполном дроблении желтка в яйцах настолько много, что борозды дробления не могут разделить его целиком. Дробление яйца, у которого дробится только сконцентрированная на анимальном полюсе «шапочка» цитоплазмы, где находится ядро зиготы, называется неполным дискоидальным (телолецитальные яйца: пресмыкающиеся, птицы).
При неполном поверхностном дроблении в глубине желтка происходят первые синхронные ядерные деления, не сопровождающиеся образованием межклеточных границ. Ядра, окружённые небольшим количеством цитоплазмы, равномерно распределяются в желтке. Когда их становится достаточно много, они мигрируют в цитоплазму, где затем после образования межклеточных границ возникает бластодерма (центролецитальные яйца: насекомые).

#### Гаструляция

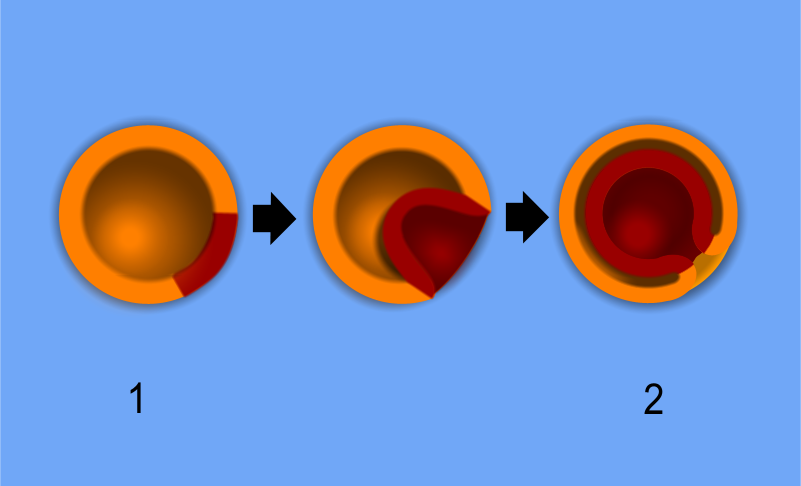
Один из механизмов гаструляции — инвагинация (впячивание части стенки бластулы внутрь зародыша). 1 — бластула, 2 — гаструла

Гаструляция — гаструла формируется в результате инвагинации клеток. В ходе гаструляции клетки зародыша практически не делятся и не растут. Происходит активное передвижение клеточных масс (морфогенетические движения). В результате гаструляции формируются зародышевые листки (пласты клеток). Гаструляция приводит к образованию зародыша, называемого гаструлой. Типы гаструляции: инвагинация, иммиграция, эпиболия, деламинация.
Инвагинация
Наблюдается у животных с изолецитальным типом яиц (голотурия, ланцетник). Вегетативный полюс бластулы впячивается внутрь. В результате противоположные полюса бластодермы практически смыкаются, так что бластоцель либо исчезает, либо от него остаётся небольшая щель. В результате возникает двухслойный зародыш, наружной стенкой которого является первичная эктодерма, а внутренней — первичная энтодерма. Впячивание образует первичный кишечник-архентерон, или гастроцель. Отверстие, при помощи которого он сообщается с наружной средой, называется первичным ртом, или бластопором.
Иммиграция
Была описана Мечниковым И. И. у зародышей медуз. Отдельные клетки бластодермы мигрируют в бластоцель, и из них формируется внутренний слой. Возникает двухслойный зародыш. Его наружный слой-эктодерма и внутренний-энтодерма окружают полость первичной кишки-гастроцель.
Эпиболия
Наблюдается у животных, имеющих телолецитальные яйца, богатые желтком (пресмыкающиеся, птицы). При этом способе гаструляции мелкие клетки анимального полюса, размножаясь быстрее, обрастают и покрывают снаружи крупные, богатые желтком клетки вегетативного полюса, которые становятся внутренним слоем.
Деламинация
Наблюдается у кишечнополостных. При деламинации бластомеры зародыша делятся параллельно его поверхности, образуя наружный и внутренний зародышевые листки. Этот тип образования гаструлы впервые был описан И. И. Мечниковым у кишечнополостных (сцифомедузы).

### Первичный органогенез
Первичный органогенез — процесс образования комплекса осевых органов. В разных группах животных этот процесс характеризуется своими особенностями. Например, у хордовых на этом этапе происходит закладка нервной трубки, хорды и кишечной трубки.
В ходе дальнейшего развития формирование зародыша осуществляется за счёт процессов роста, дифференцировки и морфогенеза. Рост обеспечивает накопление клеточной массы зародыша. В ходе процесса дифференцировки возникают различно специализированные клетки, формирующие различные ткани и органы. Процесс морфогенеза обеспечивает приобретение зародышем специфической формы.

### Постэмбриональное развитие
Постэмбриональное развитие включает ювенильный (лат. juvenilis — юношеский, детский возраст, не достигший полового созревания), пубертатный (лат. pubertas — возмужалость, половая зрелость) периоды и период старения, который заканчивается смертью — прекращением жизнедеятельности организма.
Постэмбриональное развитие бывает прямым и непрямым.
1. Прямое развитие — развитие, при котором появившийся организм идентичен по строению взрослому организму, но имеет меньшие размеры и не обладает половой зрелостью. Дальнейшее развитие связано с увеличением размеров и приобретением половой зрелости. Например: развитие рептилий, птиц, млекопитающих.
2. Непрямое развитие (личиночное развитие, развитие с метаморфозом) — появившийся организм отличается по строению от взрослого организма, обычно устроен проще, может иметь специфические органы, такой зародыш называется личинкой. Личинка питается, растёт и со временем личиночные органы заменяются органами, свойственными взрослому организму (имаго). Например: развитие лягушки, некоторых насекомых, червей.

Постэмбриональное развитие сопровождается ростом.